# 13897 Vesuvius
13897 Vesuvius è un asteroide della fascia principale. Scoperto nel 1973, presenta un'orbita caratterizzata da un semiasse maggiore pari a 3,9700553 UA e da un'eccentricità di 0,1520307, inclinata di 9,29261° rispetto all'eclittica.